# Chaiwan (köpinghuvudort i Kina, Jiangsu Sheng, lat 32,46, long 120,54)
Chaiwan är en köpinghuvudort i Kina. Den ligger i provinsen Jiangsu, i den östra delen av landet, omkring 170 kilometer öster om provinshuvudstaden Nanjing. Antalet invånare är 44 933. Befolkningen består av 23 453 kvinnor och 21 480 män. Barn under 15 år utgör 10,0 %, vuxna 15-64 år 70 %, och äldre över 65 år 19,0 %.
Runt Chaiwan är det tätbefolkat, med 819 invånare per kvadratkilometer. Närmaste större samhälle är Libao, 17,8 km nordost om Chaiwan. Trakten runt Chaiwan består till största delen av jordbruksmark.
Genomsnittlig årsnederbörd är 1 284 millimeter. Den regnigaste månaden är juli, med i genomsnitt 239 mm nederbörd, och den torraste är januari, med 34 mm nederbörd.